# Colinas de Hierro
Las Colinas de Hierro (Iron Hills en el original inglés) son unos cerros ficticios creados por el escritor británico J. R. R. Tolkien para las historias de su Legendarium. Son un grupo importante de colinas ubicadas al noreste de Erebor (la Montaña Solitaria) y al sur de la cadena montañosa de las Ered Mithrim (las Montañas Grises). Ricas en hierro, eran la fuente principal de abastecimiento de este metal para los pueblos enanos. Constituyen la cuenca del río Rojo (Carnen), que nace en sus laderas meridionales y vuelca sus aguas hacia el sur.
Fueron habitadas por los Enanos desde la Primera Edad, quienes se habían extendido hacia el sur desde su despertar, hacia el oeste y hacia el este, por lo que consideraban las Colinas de Hierro, las Ered Mithrim y los valles orientales de las Montañas Nubladas como sus tierras propias. Las Colinas fueron uno de los lugares de encuentro de los enanos con los pueblos de los Hombres, quienes tiempo después llegaron a Beleriand, y en donde establecieron profundas relaciones, que se extenderían por tres edades.
Si bien fueron explotadas desde tiempos inmemoriales, no fue hasta la Tercera Edad que las Colinas se convirtieron en reino, después de que el hijo menor del rey Dáin I, Grór, llevara a sus huestes a aquel lugar tras la destrucción del reino enano de las Montañas Grises y la muerte de su padre a manos de los dragones de frío provenientes de Forodwaith.
Los enanos de las Colinas de Hierro lucharon en la Guerra de los Enanos y los Orcos y, de hecho, fue su llegada a las puertas de Moria en el último momento de la batalla final en el Valle de Azanulbizar, el año 2799 T.E., la que resultó ser el golpe decisivo que aplastó a los orcos y otorgó la victoria definitiva a los enanos. 
Más adelante, en el año 2940 T.E., un ejército de enanos de las Colinas de Hierro a las órdenes de Dáin Pie de Hierro acudió en ayuda de Thorin Escudo de Roble para tomar parte en la defensa del Reino Bajo la Montaña tras la muerte de Smaug el Dorado. Fue en dicha batalla, que sería recordada como la Batalla de los Cinco Ejércitos, que Thorin II resultó muerto, así como sus sobrinos Fíli y Kíli, de modo que Dáin, como pariente directo suyo, se convirtió en el nuevo rey de Erebor.
Tras su coronación, trasladó su residencia a la Montaña Solitaria y mucha gente de su pueblo fue con él para repoblar el reino bajo la montaña.